# Every Trick in the Book
Every Trick In The Book es el cuarto álbum de estudio de la banda estadounidense de metalcore, Ice Nine Kills. Lanzado el 4 de diciembre de 2015, este es el primer lanzamiento de la banda a través de Fearless Records, y su cuarto total. Cada pista en el álbum se basa en una pieza de literatura. Algunos ejemplos del material original son: El extraño caso del doctor Jekyll y el señor Hyde ("Me, Myself & Hyde"), Drácula ("Bloodbath & Beyond"), El Exorcista ("Communion of the Cursed") y Romeo y Julieta ("Star-Crossed Enemies"). El álbum alcanzó el puesto #122 en el US Billboard 200, vendiendo más de 7,300 álbumes en su primera semana. Este es el último álbum de la banda con Conor Sullivan en la batería.

## Listado de canciones
| N.º | Título                    | Inspiración Literaria                                                  | Duración |  |
| 1.  | «The Nature of the Beast» | Rebelión en la granja por George Orwell                                | 3:38     |  |
| 2.  | «Communion of the Cursed» | The Exorcist por William Peter Blatty                                  | 4:30     |  |
| 3.  | «Bloodbath & Beyond»      | Drácula por Bram Stoker                                                | 3:39     |  |
| 4.  | «The Plot Sickens»        | ¡Viven! por Piers Paul Read                                            | 3:40     |  |
| 5.  | «Star-Crossed Enemies»    | Romeo y Julieta por William Shakespeare                                | 3:45     |  |
| 6.  | «Me, Myself & Hyde»       | The Strange Case of Dr. Jekyll and Mr. Hyde por Robert Louis Stevenson | 4:04     |  |
| 7.  | «Alice»                   | Pregúntale a Alicia por Beatrice Sparks                                | 3:11     |  |
| 8.  | «The People in the Attic» | Diario de Ana Frank por Anne Frank                                     | 3:48     |  |
| 9.  | «Tess-Timony»             | Tess, la de los d'Urberville por Thomas Hardy                          | 3:14     |  |
| 10. | «Hell in the Hallways»    | Carrie por Stephen King                                                | 4:08     |  |

## Personal
Ice Nine Kills
- Spencer Charnas - voz, piano
- Justin "JD" DeBlieck - guitarras, voz, teclados, producción
- Justin Morrow - bajo, coros
- Connor Sullivan - batería

Producción
- Steve Sopchak - producción, masterización

## Chart
| Chart (2015)                            | Posición |
| --------------------------------------- | -------- |
| Estados Unidos (Billboard 200)          | 122      |
| Estados Unidos (Top Heatseekers Albums) | 1        |
| Estados Unidos (Top Hard Rock Albums)   | 3        |
| Estados Unidos (Independent Albums)     | 4        |